# Bróder
Bróder é um filme brasileiro de 2009, lançado em 2011, do gênero drama, dirigido por Jeferson De.
A direção de fotografia é de Gustavo Hadba, a direção de arte de Alessandra Maestro, o figurino de David Parizotti, a montagem de Quito Ribeiro e o som de João Godoy.

## Sinopse
Focada na amizade, a história, passada em 24 horas, traça o reencontro de três amigos que dividiram a infância no Capão Redondo: Jaiminho, um jogador de futebol em ascensão no exterior; Pibe, um sacrificado corretor de imóveis e Macu, o jovem protagonista que se mantém no bairro, flertando com a criminalidade. Desde que nasceu, Macú vive na periferia de São Paulo. No seu aniversário, ele reencontra seus dois grandes amigos de infância. Eles vieram para a festa de Macú, que poderá ser ainda maior se Jaiminho for convocado para defender o Brasil na Copa do Mundo. Os dois amigos tentarão ajudar Macú a resolver seus problemas com a criminalidade local, enquanto se conscientizam que, embora separados pela vida, algo muito maior os une.

## Elenco
- Caio Blat.... Macú[1]
- Jonathan Haagensen.... Jaiminho
- Sílvio Guindane.... Pibe
- Cássia Kiss.... Dona Sonia
- Ailton Graça.... Seu Francisco
- Gustavo Machado.... Paulo
- Cintia Rosa.... Elaine
- Lidi Lisboa.... Cilene
- Du Bronks.... Napão
- Eduardo Acaiabe.... Serjão
- Márcia de Oliveira.... Cláudia

## Prêmios
Festival de Gramado
- Ganhou cinco kikitos, nas categorias de Melhor Ator (Caio Blat), Melhor Filme Longa Metragem, Melhor Diretor (Jeferson De), Melhor Trilha Musical e Melhor Montagem[carece de fontes?]

Festival de Paulínia
- Ganhou quatro prêmios, nas categorias de Prêmio da Crítica de Melhor Filme, Melhor Som, Melhor Direção de Arte e Melhor Fotografia[carece de fontes?]